# Arturo Rodríguez Fernández
Arturo Rodríguez Fernández (Santo Domingo, 6 de abril de 1948 – Santo Domingo, 16 de abril de 2010) fue un escritor, crítico cinematográfico y dramaturgo dominicano.

## Biografía
Rodríguez era hijo de inmigrantes españoles fue en España donde realizó sus estudios primarios y secundarios. Ya en la República Dominicana, estudió Derecho en la Universidad Nacional Pedro Henríquez Ureña (UNPHU) y dos postgrados sobre Derecho Comparado en Estrasburgo y Chieti, Italia.
En 1970, entró en el mundo del cine nacional al financiar el Cine Club Lumiére, distribuidor y exhibidor de películas de arte, que dio origen en 1999 a la Muestra Internacional de Cine de Santo Domingo. En 1973, editó la revista cinematográfica Butaca 92 y produjo el programa de radio A la hora señalada junto a Armando Almánzar. También fue la primera persona designada por el Gobierno dominicano a ocupar el cargo de la Dirección Nacional de Cine, dependiente entonces de la entonces secretaría de Cultura.
En el aspecto literario, escribió un decena de obras teatrales, entre las que se encuentran Espectador de la Nada, Para que lo escriba otro, Refugio de cobardes, Cordón umbilical y Hoy no toca la pianista gorda además de unas recopilaciones de cuentos cortos (La Búsqueda de los Desencuentros, Subir Como una Marea, con el que obtuvo el premio anual en esta categoría), una novela experimental (Mutanville) y un ensayo de cine (Homenaje al Cine). Como crítico cinematográfico, sus críticas de cine fueron publicadas en diarios como Listín Diario, El Nacional, Última Hora, El Financiero y Hoy.

## Muerte
Rodríguez Fernández murió de un ataque cardíaco el 16 de abril de 2010. En el momento de su muerte, era asesor especial de cine para la Presidencia de la República y director de la Muestra Internacional de Cine de Santo Domingo. A su memoria en 2010 fue creado el concurso de guiones de cine auspiciado por Les Films de L´Astre, casa productora de cine europeo y la Embajada de Francia en Santo Domingo.

## Premios
Recibió una treintena de premios literarios como internacionales. Entre ellos el premio Talía de teatro y tres Premios Casandra.